# 1998-as Tour de France
Az 1998-as Tour de France volt a 85. francia körverseny. 1998. július 11-e és augusztus 2-a között rendezték. 21 szakaszt tartalmazott. 21 csapat 189 biciklistája vágott neki a távnak.

## Végeredmény
|    | Versenyző          | Csapat           | Idő            |
| -- | ------------------ | ---------------- | -------------- |
| 1  | Marco Pantani      | Mercatone Uno    | 92 óra 49' 46" |
| 2  | Jan Ullrich        | Deutsche Telekom | 3' 21"         |
| 3  | Bobby Julich       | Cofidis          | 4' 08"         |
| 4  | Christophe Rinero  | Cofidis          | 9' 16"         |
| 5  | Michael Boogerd    | Rabobank         | 11' 26"        |
| 6  | Jean-Cyril Robin   | U.S. Postal      | 14' 57"        |
| 7  | Roland Meier       | Cofidis          | 15' 13"        |
| 8  | Daniele Nardello   | Mapei            | 16' 07"        |
| 9  | Giuseppe Di Grande | Mapei            | 17' 35"        |
| 10 | Axel Merckx        | Polti            | 17' 39"        |

## Szakaszok
| Szakasz | Időpont      | Végpontok                          | Hossz (km) | Szakaszgyőztes          | Összetett első         |
| ------- | ------------ | ---------------------------------- | ---------- | ----------------------- | ---------------------- |
| Prolog  | július 11.   | Dublin – Dublin                    | 5,6 *      | Chris Boardman (GBR)    | Chris Boardman (GBR)   |
| 1       | július 12.   | Dublin – Dublin                    | 186,5      | Tom Steels (BEL)        | Chris Boardman (GBR)   |
| 2       | július 13.   | Enniscorthy – Cork                 | 205,5      | Ján Svorada (CZE)       | Erik Zabel (GER)       |
| 3       | július 14.   | Roscoff – Lorient                  | 169        | Jens Heppner (GER)      | Bo Hamburger (DEN)     |
| 4       | július 15.   | Plouay – Cholet                    | 252        | Jeroen Blijlevens (NED) | Stuart O’Grady (AUS)   |
| 5       | július 16.   | Cholet – Châteauroux               | 228,5      | Mario Cipollini (ITA)   | Stuart O’Grady (AUS)   |
| 6       | július 17.   | La Châtre – Brive                  | 204,5      | Mario Cipollini (ITA)   | Stuart O’Grady (AUS)   |
| 7       | július 18.   | Meyrignac-l'Église – Corrèze       | 58 *       | Jan Ullrich (GER)       | Jan Ullrich (GER)      |
| 8       | július 19.   | Brive – Montauban                  | 190,5      | Jacky Durand (FRA)      | Laurent Desbiens (FRA) |
| 9       | július 20.   | Montauban – Pau                    | 210        | Léon van Bon (NED)      | Laurent Desbiens (FRA) |
| 10      | július 21.   | Pau – Luchon                       | 196,5      | Rodolfo Massi (ITA)     | Jan Ullrich (GER)      |
| 11      | július 22.   | Luchon – Plateau-de-Beille         | 170        | Marco Pantani (ITA)     | Jan Ullrich (GER)      |
| 12      | július 24.   | Tarascon-sur-Ariège – Cap d'Agde   | 222        | Tom Steels (BEL)        | Jan Ullrich (GER)      |
| 13      | július 25.   | Frontignan la Peyrade – Carpentras | 196        | Daniele Nardello (ITA)  | Jan Ullrich (GER)      |
| 14      | július 26.   | Valréas – Grenoble                 | 186,5      | Stuart O’Grady (AUS)    | Jan Ullrich (GER)      |
| 15      | július 27.   | Grenoble – Les Deux Alpes          | 189        | Marco Pantani (ITA)     | Marco Pantani (ITA)    |
| 16      | július 28.   | Vizille – Albertville              | 204        | Jan Ullrich (GER)       | Marco Pantani (ITA)    |
| 17      | július 29.   | Albertville – Aix-les-Bains        | 149        | ---                     | Marco Pantani (ITA)    |
| 18      | július 30.   | Aix-les-Bains – Neuchâtel          | 218,5      | Tom Steels (BEL)        | Marco Pantani (ITA)    |
| 19      | július 31.   | La Chaux-de-Fonds – Autun          | 242        | Magnus Backstedt (SWE)  | Marco Pantani (ITA)    |
| 20      | augusztus 1. | Montceau-les-Mines – Le Creusot    | 52 *       | Jan Ullrich (GER)       | Marco Pantani (ITA)    |
| 21      | augusztus 2. | Melun – Párizs                     | 147,5      | Tom Steels (BEL)        | Marco Pantani (ITA)    |